# Henry Karslake
Henry Karslake, KCB, KCSI, CMG, DSO (* 10. Februar 1879; † 19. Oktober 1942) war ein britischer Generalleutnant der British Army.

## Leben
Henry Karslake, Sohn von Lewis Karslake, absolvierte eine Offiziersausbildung und fand nach deren Abschluss zahlreiche Verwendungen als Offizier und Stabsoffizier. Für seine Verdienste wurde ihm 1902 der Distinguished Service Order (DSO) verliehen. Während seiner Teilnahme am Ersten Weltkrieg wurde er 1916 Companion des Order of St Michael and St George (CMG). Er war zwischen April 1925 und Oktober 1928 als Brigadegeneral (Brigadier) Generalstabsoffizier im Heereskommando Süd (Brigadier General Staff, Southern Command) sowie im Anschluss von November 1928 bis Mai 1931 Kommandeur der Artillerieverbände im Heereskommando West der in Britisch-Indien eingesetzten Truppen der Britisch-Indischen Armee (Brigadier Royal Artillery Western Command, India). Während dieser Zeit wurde 1929 auch Companion des Order of the Bath (CB) und er war zugleich zwischen 1930 und 1931 Aide-de-camp von König Georg V., der auch Kaiser von Indien war. Im Anschluss fungierte er in Britisch-Indien von September 1931 bis Februar 1933 als Generalmajor (Major-General) als Kommandeur der Artillerieverbände der Britisch-Indischen Armee (Major-General Royal Artillery, India) sowie als Generalleutnant (Lieutenant-General) zwischen Februar 1933 und September 1935 als Kommandeur des Militärbezirks Belutschistan (District Officer Commanding, Baluchistan District).
Im Anschluss wurde Karslake am 19. November 1935 zum Knight Commander des Order of the Star of India (KCSI) geschlagen und führte seither den Namenszusatz „Sir“. Er trat 1936 in den Ruhestand und wurde zudem am 11. Mai 1937 auch zum Knight Commander des Order of the Bath (KCB) geschlagen. 1937 übernahm er den Ehrenposten eines Colonel Commandant der Royal Artillery. Nach Beginn des Zweiten Weltkrieges wurde er in den aktiven Militärdienst zurückberufen und wurde 1940 Kommandierender General (General Officer Commanding) der Fernmeldeverbände der in Frankreich eingesetzten Expeditionsstreitkräfte BEF (British Expeditionary Force) und nahm mit diesen an der Schlacht von Dünkirchen (26. Mai bis 5. Juni 1940), die mit einem Sieg der deutschen Wehrmacht und der Evakuierung der alliierten Truppen endete. 